# Gottschalk II. von Lohn
Gottschalk II. von Lohn († nach 1192) war ein Graf der Herrschaft Lohn, die sich an der Westgrenze der Diözese Münster befand. Er residierte auf Burg Lohn im heutigen Stadtlohn, das das Zentrum der Grafschaft bildete.

## Leben
Gottschalks Vater war Gerhard II. von Lohn aus dem Geschlecht der Edelherren von Lohn. Über seine Mutter liegen keine gesicherten Erkenntnisse vor. Als Nachkommen Gottschalks sind überliefert Gerhard III. von Lohn, der ihn als Graf beerbte, sowie Johann von Bredevoort und Hermann von Bredevoort.

### Konflikt mit dem Bischof von Münster
Gottschalk war bestrebt, die Unabhängigkeit seiner Grafschaft von den mächtigen Feudalherren im Westen und Osten, den Bischöfen von Münster und Utrecht, zu bewahren und weiter auszubauen. Seine ungeniert betriebene Territorialpolitik brachte ihn in Konflikt mit dem Bischof von Münster, der die Grafen von Lohn mit der unter Bischof Werner von Steußlingen (1132–1151) errichteten Burg Lohn belehnt hatte. Werners Nachfolger Friedrich II. von Are zwang Gottschalk im Jahr 1152 zu einem Vergleich. Gottschalk hatte sich angemaßt, aus vermeintlich eigenen Grafschaftsrechten heraus in den Pfarreien Lon (mit Filialkirche Südlohn), Winterswijk, Aalten, Varsseveld (mit Silvolde), Zelhem und Hengelo das Amt des Gografen zu bekleiden. Diese Pfarreien waren zwar Teil der Grafschaft Lohn, waren aber gerichtsmäßig dem Großen Gogericht zum Homborn unterstellt, das am Fuß des Höhenzugs Die Berge zwischen Gemen und Ramsdorf tagte. Auch hatte Gottschalk Anspruch auf Burg Lohn erhoben, ohne sein Lehensversprechen gegenüber dem gerade ins Amt eingeführten Bischof zu erneuern. Friedrich ernannte Gottschalk zwar zum Castellanus auf Lebenszeit, der weiterhin auf Burg Lohn residieren durfte. Die Burg selber war jedoch seitdem ein Offenhaus der Münsteraner Bischöfe. Die Gogerichtsbarkeit durfte Gottschalk nur noch im Auftrag und in Stellvertretung des Bischofs ausüben. Damit nahm der Ausbau des Fürstbistums auf Grundlage der Gografschaften seinen Anfang. Außerdem behielt Gottschalk die Forstgerichtsbarkeit über den ihm ebenfalls als Lehen aufgetragenen Liesnerwald nordöstlich von Stadtlohn. Die Herren von Lohn durften dort in jedem Jahr auf der Jagd zwei Hirsche, zwei Hirschkühe, einen Eber und eine Wildsau zur Strecke bringen.